# Mòdul
|  | Per a altres significats, vegeu «Mòdul (desambiguació)». |

Un A-mòdul és una estructura algebraica que involucra un anell A i un grup abelià. Es tracta d'una generalització de l'estructura d'espai vectorial en la qual el cos d'escalars és substituït per un anell.

## A-mòduls per l'esquerra
Sigui {\displaystyle A\,} un anell i {\displaystyle M\,} un grup abelià. El grup {\displaystyle M\,} té estructura de {\displaystyle A}-mòdul per l'esquerra si l'anell {\displaystyle A\,} opera linealment per l'esquerra sobre els elements de {\displaystyle M\,}, és a dir, si hi ha una operació externa de {\displaystyle A\,} sobre {\displaystyle M\,}:
{\displaystyle {\begin{array}{ccc}A\times M&\longrightarrow &M\\(\lambda ,x)&\longmapsto &\lambda x\\\end{array}}}
amb les condicions de linealitat
| {\displaystyle \lambda (x+y)=\lambda x+\lambda y\,} |
| {\displaystyle (\lambda +\mu )x=\lambda x+\mu x\,}  |
| {\displaystyle (\lambda \mu )x=\lambda (\mu x)\,}   |

per a {\displaystyle \lambda ,\mu \in A} i {\displaystyle x,y\in M}. Si, a més, l'anell té unitat, es demana que
| {\displaystyle 1x=x\,} |

## A-mòduls per la dreta
Si l'operació externa és per la dreta,
{\displaystyle {\begin{array}{ccc}M\times A&\longrightarrow &M\\(x,\lambda )&\longmapsto &x\lambda \\\end{array}}}
amb les corresponents condicions de linealitat:
| {\displaystyle (x+y)\lambda =x\lambda +y\lambda \,} |
| {\displaystyle x(\lambda +\mu )=x\lambda +x\mu \,}  |
| {\displaystyle x(\lambda \mu )=(x\lambda )\mu \,}   |

aleshores es tracta d'un {\displaystyle A}-mòdul per la dreta.

## A-mòduls bilàters
Si l'anell {\displaystyle A} és commutatiu, aleshores és possible la identificació {\displaystyle \lambda x=x\lambda }, perquè les condicions {\displaystyle (\lambda \mu )x=\lambda (\mu x)\,} i {\displaystyle x(\lambda \mu )=(x\lambda )\mu \,} ja no són contradictòries. Aleshores {\displaystyle M} té estructura de {\displaystyle A}-mòdul bilàter o, simplement, d'{\displaystyle A}-mòdul. El costum, però, és d'escriure'n les propietats i els càlculs com si es tractés d'un {\displaystyle A}-mòdul per l'esquerra.

## Exemples
- Si {\displaystyle A} és un anell, ell mateix es pot considerar com a {\displaystyle A}-mòdul de manera natural:

{\displaystyle {\begin{array}{ccc}A\times A&\longrightarrow &A\\(x,y)&\longmapsto &xy\\\end{array}}}
- Els grups commutatius són {\displaystyle \mathbb {Z} }-mòduls. En efecte, si {\displaystyle G} és un grup commutatiu (notació additiva) i {\displaystyle n\in \mathbb {Z} }, l'operació externa de {\displaystyle \mathbb {Z} } sobre {\displaystyle G} donada per:

{\displaystyle {\begin{array}{ccc}\mathbb {Z} \times G&\longrightarrow &G\\(n,g)&\longmapsto &{\begin{cases}\overbrace {g+g+\cdots +g} ^{n},{\mbox{ si }}n>0\\0,{\mbox{ si }}n=0\\-(\overbrace {g+g+\cdots +g} ^{n}),{\mbox{ si }}n<0\end{cases}}\\\end{array}}}
dota el grup {\displaystyle G} d'una estructura de {\displaystyle \mathbb {Z} }-mòdul.
- Els espais vectorials sobre un cos {\displaystyle K} són {\displaystyle K}-mòduls.

- Si {\displaystyle \operatorname {Hom} _{A}(E)} és l'anell d'endomorfismes d'un {\displaystyle A}-mòdul {\displaystyle M}, l'operació externa

{\displaystyle {\begin{array}{ccc}\operatorname {Hom} _{A}(E)\times M&\longrightarrow &M\\(\varphi ,x)&\longmapsto &\varphi (x)\\\end{array}}}
fa que {\displaystyle M} es pugui considerar un {\displaystyle \operatorname {Hom} _{A}(E)}-mòdul.
- Si {\displaystyle A} és un anell i {\displaystyle {\mathfrak {a}}\,} n'és un ideal (per l'esquerra), aleshores el propi {\displaystyle {\mathfrak {a}}\,}, amb l'operació

{\displaystyle {\begin{array}{ccc}A\times {\mathfrak {a}}&\longrightarrow &{\mathfrak {a}}\\(x,a)&\longmapsto &xa\\\end{array}}}
és un {\displaystyle A}-mòdul (per l'esquerra), perquè, per a tot {\displaystyle a\in {\mathfrak {a}}} i tot {\displaystyle x\in A}, el producte {\displaystyle xa} pertany a {\displaystyle {\mathfrak {a}}\,}.